# Хансен, Могенс Херман
Могенс Херман Хансен (дат. Mogens Herman Hansen, род. 1940, Фредериксберг, Дания) — датский антиковед, один из крупнейших мировых специалистов по афинскому народному собранию в частности и античному полису вообще.
Окончил в 1967 году Университет Копенганена, после чего проработал в нём более 40 лет. Первоначально темой научных интересов Хансена была афинская экклесия, начиная с 1990-х годов его внимание переключилось на проблемы древнегреческого полиса как особого типа существования общества. С 1993 по 2005 годы был руководителем созданного им «Копенгагенского центра по изучению полиса». Читал лекции во многих университетах (таких, как Университет Мельбурна, Университет Британской Колумбии, колледжи Вулфсона и Черчилля Кембриджского университета, Принстонский университет). Является членом Датской королевской академии наук и Британской Академии.
В июне 2010 года Могенс Хансен ушел на пенсию после 40 лет работы в Копенгагенском университете.
Т. В. Кудрявцева отмечала (2008), что именно его «неутомимыми усилиями» «исследования афинской гелиэи и вообще афинской демократии в последние десятилетия были подняты на новую высоту».

## Избранные монографии (на англ.)
- The Sovereignty of the People’s Court in Athens in the 4th c. B.C. (1974)

- The Athenian Assembly (1987)

- The Athenian Democracy in the Age of Demosthenes (1991)

- Acts of the Copenhagen Polis Centre I—VII (1993—2005)

- Papers of the Copenhagen Polis Centre I—VII (1994—2004)

- A Comparative Study of 30 City-State Cultures (2000)

- Inventory of Archaic and Classical Poleis (2004)